# Ritscke van Eysinga
Ritscke van Eysinga (Leeuwarden, 18 maart 1603 (gedoopt) – Kollum, 19 december 1652) was een Nederlands bestuurder.

## Biografie
Van Eysinga was een zoon van Aede van Eysinga (1560-1619), raadsheer bij het Hof van Friesland, en Foeck van Eelsma (†1626). Ritscke was lid van de familie Van Eysinga. Ook Ritsckes broers bekleedden aanzienlijk ambten. Jelte van Eysinga was hofjonker van Ernst Casimir van Nassau-Dietz, Frans van Eysinga was grietman van Tietjerksteradeel en Juw van Eysinga was Volmacht ten Landsdage en dijkgraaf van Wymbritseradeel.
Ritscke van Eysinga werd in 1622 ingeschreven als student aan de universiteit van Groningen en in het jaar daarop als student rechten aan de universiteit van Leiden. Zijn naam werd daarbij gelatiniseerd tot Richardus of Richaeus. Reeds in 1627 dong Van Eysinga mee naar het grietmanschap van Kollumerland. Deze verkiezing werd gewonnen door Hayo van Rinia, maar Van Eysinga moest zich wel verweren tegen aantijgingen dat hij zijn stemmen gekocht zou hebben. Vanaf 1631 kwam van Eysinga voor als Volmacht ten Landsdage namens Kollumerland. Van Eysinga behoorde op de Landdag van de Staten van Friesland tot de Eysinga-factie van zijn broer Frans en oom Pieter van Eysinga, grietman van Rauwerderhem. In 1633 resulteerde de invoering van nieuwe belastingen in woede onder de plaatselijke bevolking die zich onder meer richtte tegen volmacht Van Eysinga en ontvanger Jacob Jilderts Rosema. Van Eysinga en Rosema waren tijdig op de hoogte van het naderende oproer en zonden tonnen bier naar de herberg in Kollum waar opgeroepen werd tot een aanslag. Een nieuwe aanslag werd voorkomen door het arriveren van soldaten uit Leeuwarden. Op 28 maart 1639 werd Van Eysinga benoemd tot grietman van Kollumerland en Nieuwkruisland. Ten tijde van zijn grietmanschap werd Kollumerland getroffen door de Sint-Pietersvloed waarbij de sluis van Oudwouderzijlen weggeslagen werd.
Via zijn zus Lysck, die getrouwd was met Hessel van Meckema, kwam Van Eysinga in het bezit van de state Nieuw Meckema te Kollum die hij rond 1640 kocht. De familie Van Meckema had in het verleden tweemaal de grietman van Kollumerland geleverd. Rond 1640 schijnt de verhouding van Van Eysinga met zijn broers verslechterd te zijn. Zo probeerde hij hen een hak te zetten door zijn aandeel in de Papingastate te Weidum (eveneens uit de nalatenschap van Lysck) buiten de familie te verkopen. Na Ritsckes overlijden bleef zijn weduwe of de state Nieuw Meckema wonen. Van Van Eysinga is een leedbrief bewaard gebleven met een lijst van genodigden voor de begrafenis. Van Eysinga werd als grietman opgevolgd door een verwant, Feye van Scheltema. De oudtante van Van Scheltema was de schoonmoeder van Van Eysinga en Van Eysingas zoon Jelte was getrouwd met een nicht van de vrouw van Van Scheltema. 

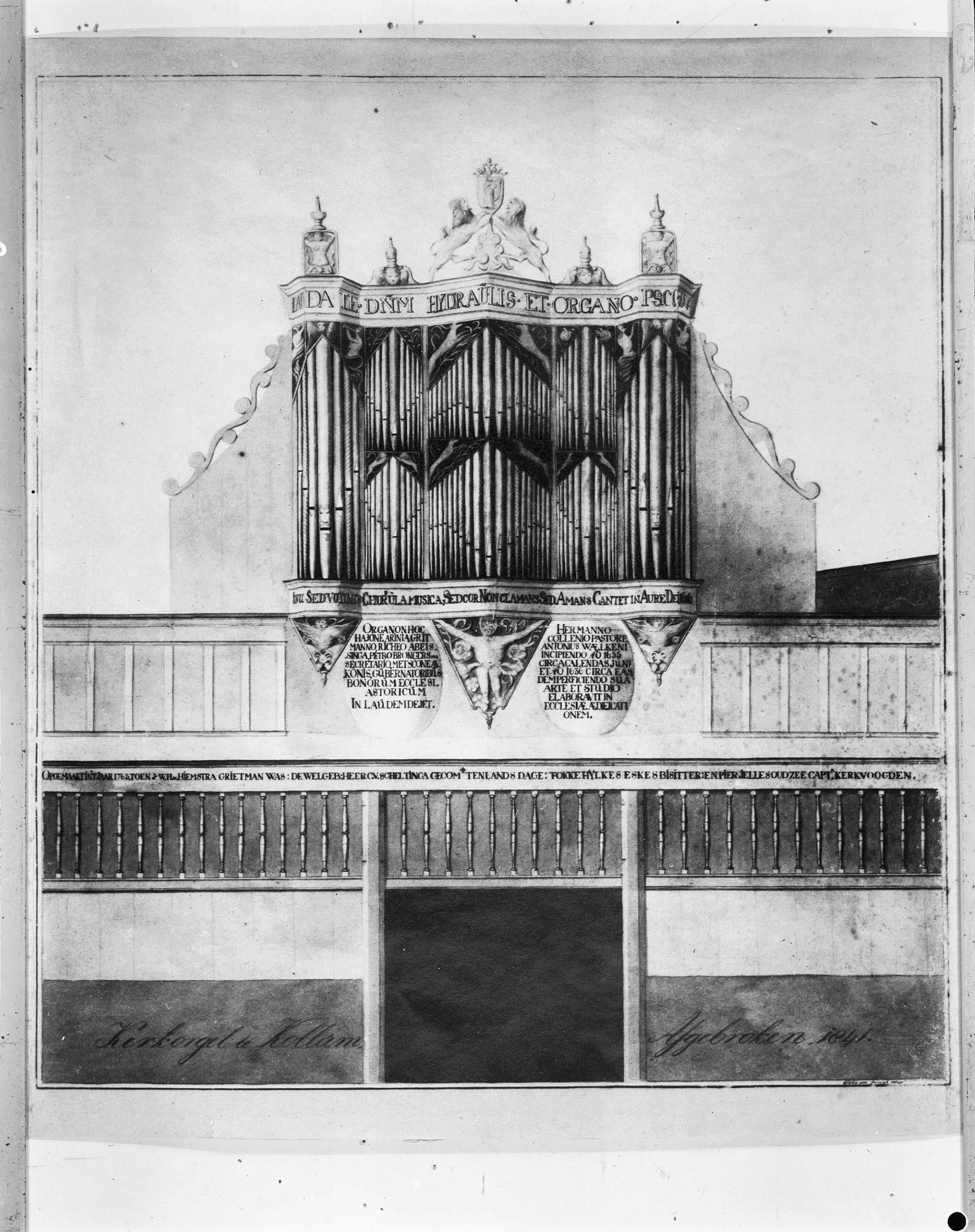
Het in 1841 verwijderde orgel uit 1636 in de kerk van Kollum met Ritscke (Richeo ab Eissinga) vermeld als een van de opdrachtgevers.
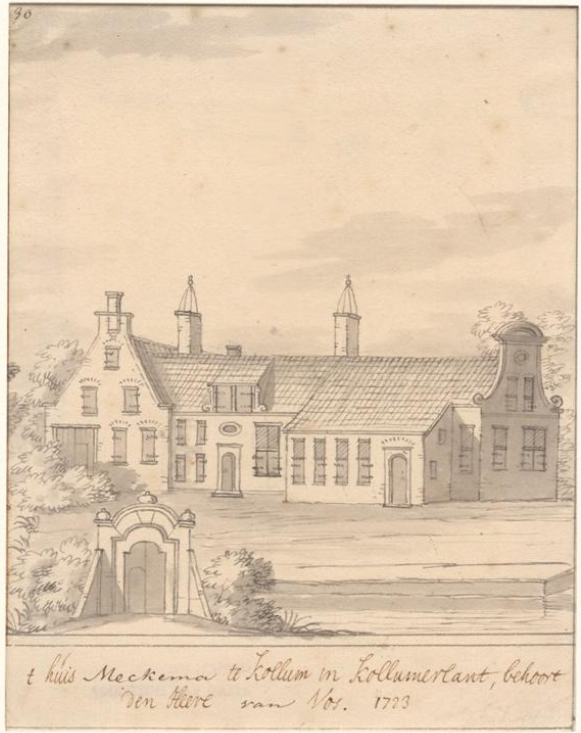
De state Nieuw Meckema, bewoond door Van Eysinga.
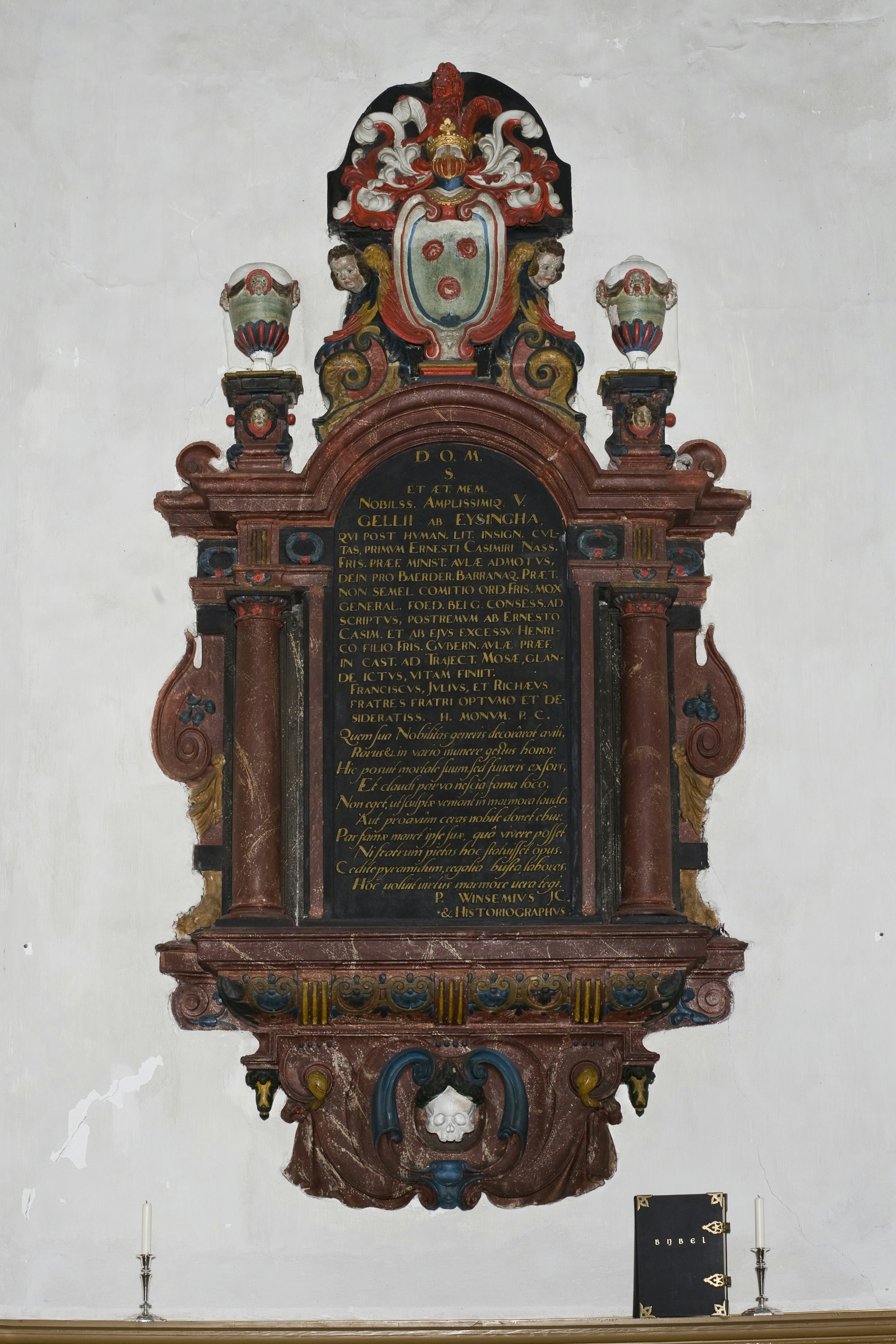
Epitaaf voor Gellius (Jelte) van Eisinga in de Mariakerk te Oenkerk, gemaakt in opdracht van de broers Julius (Juw), Fransiscus (Frans) en Richæus (Ritscke) van Eysinga.

## Huwelijk en kinderen
Van Eysinga trouwde in 1633 met Bauck van Roorda (1638-1718), dochter van Watze van Roorda en Ursel van Scheltema. Het echtpaar kreeg tien kinderen, onder wie:
- Aede van Eysinga, (†1635), jong overleden.
- Foeck van Eysinga (1635-1677), trouwde met Douwe van Sytzama, militair.
- Ursel van Eysinga (1638-1693), haar rouwbord bevindt zich in het Fries Museum.
- Luts van Eysinga (1643-1718), stichtte in Kollum het gasthuis "de Zeven Kamers" dat in 1961 afgebroken werd.
- Machteld  van Eysinga (1645-1684), trouwde met Jan Matthijs van Feugen, ritmeester. Ze erfde de Sierxma State te Deinum van haar tante Machteld van Roorda.[10]
- Wick van Eysinga (1648-1691), trouwde met Caspar van Feugen, militair.
- Juw van Eysinga (1650-1666), militair. Hij erfde de Feytsmastate te Hallum van zijn tante Machteld van Roorda als hij zich Feytsma zou noemen.[10]
- Jelte van Eysinga (1653-1674), trouwde met Luts van Aylva (1652-1730). Na zijn overlijden hertrouwde Luts met Douwe Carel van Unia (1649-1708), grietman van Tietjerksteradeel. De zoon van Douwe en Luts, Willem Aemilius van Unia, werd ook grietman van Kollumerland.

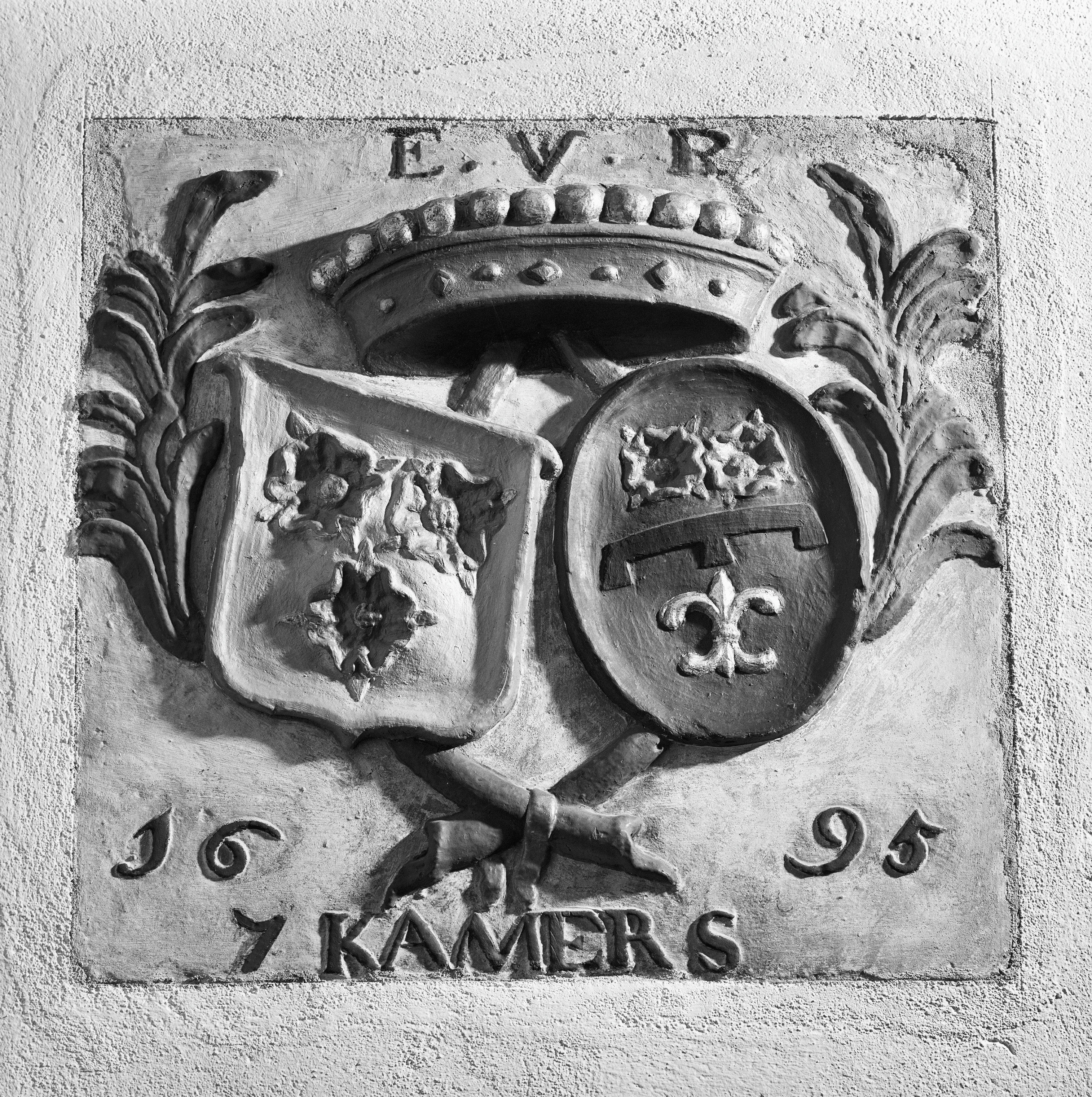
Gedenksteen met het alliantiewapen Van Eysinga-Roorda, afkomstig van uit het gasthuis de Zeven Kamers, later ingemetseld in de consistoriekamer van de kerk van Kollum.